# Suzy Paula
Suzy Paula (também escrito Susy Paula e Susi Paula), (Sabrosa, Vila Real, 23 de Junho) é uma cantora portuguesa.

## Percurso
Na época do nacional-canconetismo foi colega de nomes como Simone de Oliveira e Artur Garcia. Escandalizou muitos com as suas minissaias.
No 6º Festival Luso-espanhol de Aranda do Douro (1965) interpretou o tema "Vira Quente". Gravpu um EP com os temas "Eu e Você", "Tempo de Viver", "Quero Uma Canção" e "Escândalo No Liceu". Seguiu-se novo EP com os  temas "Mocidade É Primavera", "Canção de Ser Feliz", "Bebé Chorão" e "Cada Vez Mais".
Em Julho de 1968, realizou-se, na Figueira da Foz, o VIII Festival da Canção Portuguesa em que a vitória, no estilo popular, foi de "Donzela Esquecida". Gravou outros temas como "Canção Italiana", "Viva 1900", "Lá-Mariza", "Ser Como Um Bom Rapaz", "Uma Balada", "Lá Piosa", "Le Soleil À Quité Ma Maison" e "Uma Canção Francesa".
Foi para o Brasil onde esteve entre 1973 e 1981. Depois de regressar obteve grande êxito com sucessos para os mais novos como "Visitas", "O Areias" e "Cangurik". Lança ainda o álbum "No Pais Da Gente" em 1982.
"Manhãs de Setembro" (versão de um tema de Vanusa) também foi uma canção marcante na sua carreira. Participou ainda no disco "Abbacadabra" de 1984.
Outros temas desta fase são "Bebé chorão", "Cada Vez Mais", "1 ..2 .. 3… e  Viva o Amor" ou "Eu e Você".
Em 1999 gravou o CD "Lembranças" em conjunto com o cantor Pedro Vilar. Em 2001 foi editado pela Movieplay a série "Parque Infantil" em que um dos volumes é dedicado à cantora.
Nos últimos tempos tem cantado fado. Também participou no musical "o Areias" que subiu aos palcos em 2007.

## Discografia
- 6º Festival de Aranda do Douro [com Suzi Paula e Artur Garcia] - "Vira Quente" (EP, Alvorada, 1965) AEP60765
- Eu e Você/Tempo de Viver/ Quero Uma Canção/Escândalo No Liceu (EP, Alvorada, 1966) AEP60837
- Mocidade É Primavera / Canção de Ser Feliz / Bebé Chorão / Cada Vez Mais (EP, Alvorada) AEP601006
- Donzela Esquecida / Menina 1900 / Ser Como Um rapaz / Gente Nova (EP, Alvorada, 1968) AEP601072
- Não Voltarei / Mais Forte

- Visitas / Rumo Ao Sol (Single, Orfeu, 1981) YSAT 5113
- Manhãs de Setembro / Balancé [Donzela Esquecida](Single, Orfeu, 1982) TSAT 214
- O Areias / A polca da bicharada (Single, Orfeu, 1982) TSAT 302[2]
- No Pais Da Gente (LP, Orfeu, 1982) FPAT 6021
- Viva A Vida / Ontem Foi Ontem (Single, Orfeu, 1983) TSAT 330
- O Gato Calinas/O Saguim Franjado (Single, Orfeu, 1985) SINP43
- Grandes Êxitos de Suzy Paula (LP, Orfeu, 1985) sbn11034
- 1...2..3 Viva o Amor / I Love You Baby (Single, Lusosom)

- Lembranças (Cd, Sons do Sol, 1999) - com Pedro Vilar
- As Melhores Canções 1 : os maiores êxitos de Susy Paula (CD, Movieplay, 2001)

## Parque Infantil
- - 1-O areias
  - 2-Visitas
  - 3-Cangurik
  - 4-A polca da bicharada
  - 5-Marioneta (pequena vedeta)
  - 6-Ai palhaço
  - 7-Papá Balão
  - 8-...No país da gente
  - 9-A canção do soldadinho
  - 10-O vira-lata
  - 11-Era uma vez um pescador
  - 12-Contos de encantar
  - 13-Dança bailarina, dança
  - 14-O saguim franjado
  - 15-O gato calinas